# نیکو جینگا
نیکو جینگا (رومانیایی: Nicu Gingă؛ زادهٔ ۱۰ مارس ۱۹۵۳) کشتی‌گیر اهل رومانی بود.
وی در مسابقات کشوری و بین‌المللی در مجموع برندهٔ ۲ مدال طلا، ۴ مدال نقره، ۳ مدال برنز شده‌است.